# Sophie Monk
Sophie Charlene Akland Monk (Gold Coast, 14 de dezembro de 1979) é uma cantora, atriz e modelo australiana.

## Biografia
Monk nasceu na Inglaterra, mas seus pais se mudaram para a Austrália, em Gold Coast (Queensland). Ela foi membro do grupo pop feminino Bardot, após vencer o Popstars, e desde então estabeleceu uma carreira solo com o lançamento de um álbum, Calendar Girl (2003). Mais recentemente, ela virou a mão de atuar, aparecendo em filmes como Date Movie (2006), Click (2006), As Muitas Mulheres da Minha Vida (2007) e The Hills Run Red (2009).

## Carreira

### Carreira como cantora
A carreira profissional na música de Sophie Monk começou em 1999, quando ela respondeu a um anúncio que pedia raparigas com experiência vocal e em dança. O anúncio foi para a série australiana televisiva Popstars, que visava criar um novo grupo feminino de sucesso. Após inúmeras rondas de canto e dança, Monk foi selecionada como membro do grupo, que foi nomeado Bardot. Pouco depois do fim da banda, Monk começou a trabalhar na sua carreira a solo, e lançou o seu primeiro single Inside Outside em Outubro de 2002, seguido do seu álbum de estreia a solo Calendar Girl em Maio de 2003.

### Carreira como atriz
Sophie Monk, desde então, estabeleceu-se em Hollywood, mas a maioria dos seus papéis têm sido pequenos. Em Fevereiro de 2006, ela brilhou na sua estréia no papel do recurso para flertar e sedutor Andy na comédia Date Movie. Uma cena do filme vê Monk parodiar as hambúrguer de Paris Hilton. As filmagens ocorreram em Los Angeles, Califórnia, no final de 2005. Apesar das críticas muito negativas, o filme foi um sucesso, ganhando mais de 80 milhões de dólares no mundo inteiro. Em Junho de 2006 viu o lançamento do filme Click, uma história sobre um controle remoto universal. Monk desempenha um pequeno papel neste filme. Em 2007, Monk desempenha o papel de Cynthia Rose na comédia As Muitas Mulheres da Minha Vida, com o ator australiano Simon Baker, e atriz americana Winona Ryder. E além disso ela participou do clipe "Always" da banda Blink 182, em qual a atriz faz uma participação muito importante.

## Vida pessoal
Foi namorada durante um período do ator Jude Law, e começou a namorar Benji Madden em 2006, mas em janeiro de 2008, os meios de comunicação informaram que o jovem tinha terminado a relação. Recentemente teve um caso com o Los Angeles cirurgião plástico Dr. John Diaz, de quem mais tarde se separou em 2010.

## Discografia

### Álbuns
- "Calendar Girl" (2003)

### Singles
- "Inside Outside" (2002)
- "Get the Music On" (2003)
- "One Breath Away" (2003)

## Filmografia

### Filmes
- The Mystery of Natalie Wood (2004) ... Marilyn Monroe
- London (2005) ... Lauren
- Pool Guys (2005) ... Janet
- Date Movie (2006) ... Andy
- Click (2006) ... Stacey
- As Muitas Mulheres da Minha Vida (2007) ... Cynthia Rose
- Spring Breakdown (2009) ... Mason
- Colinas de Sangue (2009) ... Alexa
- Spring Break '83 (2010) ... Brittney
- Murder World (2010) ... Brooke
- Hard Breakers (2010) ... Lindsay Greene
- The Legend of Awesomest Maximus (2010) ... Princesa Ellen

### Televisão
- Popstars (2000) ... ela mesma
- Entourage (2007) ... Juliette
- Getaway (2010) ... ela mesma
- Talkin' 'Bout Your Generation (2011) ... ela mesma
- 2015 	The Celebrity Apprentice Australia 	Herself / Contestant 	Winner
- 2016 	Australia's Got Talent 	Judge
- 2016 	Accidental Heroes 	Co-host 	with Nick Cody
- 2017 	The Bachelorette Australia 	Herself 	Bachelorette
- 2017 	Have You Been Paying Attention? 	Herself 	Guest Quiz Master
- 2017 	All Star Family Feud 	Herself 	Team Captain
- 2018 	Talking Married 	Herself
- 2018– 	Love Island Australia 	Herself 	Host